# 猴子審判
斯科普斯审判（英語：Scopes trial），正式名称为田纳西州诉约翰·托马斯·斯科普斯案（The State of Tennessee v. John Thomas Scopes），通常称为斯科普斯猴子审判（Scopes Monkey Trial），是1925年7月10日—7月21日在美国审理的一起案件，此案中，高中教师约翰·斯科普斯被指控违反田纳西州的《巴特勒法案》，该法案规定教师在该州任何州立学校教授人類演化都是违法的。该审判是故意为之的，目的是吸引公众对审理地代顿小镇的关注。斯科普斯不确定自己是否真的教授过进化论，但他故意自证其罪，这样此案就可以有被告。
最终斯科普斯被判有罪，并被处以100美元（相当于2024年的$1,800）罚款，但该判决因技术性原因被推翻。此次审判达到了引起全国强烈关注的目的，全国记者纷纷涌向代顿。三届总统候选人、前国务卿威廉·詹寧斯·布萊恩为控方辩护，民权律师克拉倫斯·丹諾担任斯科普斯的辩护律师。这次审判公开了原教旨主义者与现代主义者之间的争论，现代主义者认为进化论可以与宗教一致，而原教旨主义者则认为《聖經》中上帝的话优先于所有人类知识。因此，此案既被视为一场神学竞赛，也被视为一场关于是否应该在学校教授进化论的审判。

## 诉讼起因
世界基督教基要主義協會的主席，田納西州眾議員代表约翰·华盛顿·巴特勒游说州議員通過反演化論的法案，並成功通过了《巴特勒法案》。巴特勒在法案通過後表示：「我不知道何謂演化論......我從報紙上讀到，男孩女孩們從學校回家跟他們的父母說聖經完全是胡說八道」。田納西州州長奥斯汀·皮伊簽署該法案以獲得農村議員的支持，但他認為法律並不會被強制執行，也不會干擾田納西州的學校教育。威廉·詹寧斯·布萊恩熱誠地感謝皮伊：「這個州的基督教家長欠你一個對於拯救孩子避免受到一個未被證實的假說的有毒影響的感謝」。
作为对此事件的回应，美國公民自由聯盟进行了一个測試案例（test case），通过资助一位叫做约翰·斯科普斯的高中老师来试图违背《巴特勒法案》。这位老师作为生物学的代课教师，在1925年5月5日因按照喬治·威廉·亨特（George William Hunter）所著的教科書公民生物學（Civic Biology）上的一些章节来教授演化論而被控告。在这起诉讼中原告与被告均请来了美国著名的律师，威廉·詹寧斯·布萊恩带领原告，同时克拉倫斯·達羅为被告进行辩护。这起诉讼透过收音机传到了美国各地。

### 代顿市
这一时期，美國公民自由聯盟为每一位因蔑视《巴特勒法案》讲授演化論而被起诉的人提供帮助。1925年4月5日，坎伯蘭煤铁公司（Cumberland Coal and Iron Company）的经理乔治·拉普利在罗宾逊的藥局遇到了县学校的负责人沃尔特·怀特和当地的律师休·K·希克斯，并告诉他们这起审讯所引起的争论可以提高代顿的知名度和关注度。于是他们一起找到了24岁的高中数学老师約翰·斯科普斯，并让他承认违法教授了演化論。但斯科普斯本人忘记了他是否在课上教授了演化論，于是他向喬治·拉普利等人提出：“如果你们能证明我确实教授了演化論，那么我会很乐意出庭受审”。之后，斯科普斯越来越希望出庭，甚至让自己的学生来指证他。正如斯科普斯所愿，在三个学生向大陪审团指证他后，尽管遭受各方质疑指证的真实性，他还是于5月25日被正式起诉。
为了吸引主流媒体的报道，喬治·拉普利写信给英国记者H·G·威爾斯邀请他来参加辩护团，但是他以没有相关经验的理由拒绝了。另一方面， 来自诺克斯维尔的约翰·R·尼尔的法学院教授宣称愿意为斯科普斯辩护，并成为了辩护团名义上的领导者。世界基督教基要主義協會的主席兼创始人威廉·贝尔·赖利，请到了三次民主党总统被提名人，美国前国务卿，终身长老教会员威廉·詹寧斯·布萊恩作为组织的顾问，同时布萊恩还被休·K·希克斯邀请作为原告的一员，布萊恩很乐意的接受了。为了使辩护团不落下风，克拉倫斯·達羅，一名不可知论者，美国著名律师，自愿加入辩护团。
经过一短时间的变动，最终被告辩护律师团队由達羅，公民自由联盟的律师阿瑟·加菲尔德·海斯，来自国务院的律师达德利·菲尔德·马隆组成。原告方律师团由汤姆·斯图尔特带领，还有赫伯特·E·希克斯（Herbert E. Hicks）、休·K·希克斯、本·B·麥肯錫（Ben B. McKenzie）和威廉·詹寧斯·布萊恩。
这起诉被各方媒体所关注，同时也是美国第一起在国家广播上播放的诉讼。

## 诉讼当事人

### 原告
- 赫伯特·E·希克斯（Herbert E. Hicks）
- 休·K·希克斯（英语：Sue K. Hicks）
- 汤姆·斯图尔特（英语：Tom Stewart (politician)）
- 威廉·詹寧斯·布萊恩

### 被告
- 约翰·斯科普斯
- 克拉倫斯·丹諾
- 阿瑟·加菲尔德·海斯（英语：Arthur Garfield Hays）
- 达德利·菲尔德·马隆（英语：Dudley Field Malone）

## 审理过程
公民自由联盟原本打算反对《巴特勒法案》的理由是：「它违反了教师的个人权利和学术自由，因此违宪」。但達羅将这一策略改变为“《圣经》对人类起源的描述与演化論并不冲突”（后来被称为有神论的演論观点）。为了支持这种观点，辩护方请到了八个进化专家，但除了梅纳德·M·梅特卡夫以外，法官并未允许他们出庭作证，仅仅允许他们向法庭提交书面的证言。作为回应，達羅尖刻地讽刺了法官约翰·泰特·劳尔斯顿，指出他偏向于同意原告的请求，但第二天他为此做出了道歉，以避免被裁决为蔑视法庭。
法官勞爾斯頓被指责严重偏向控方，且经常与達羅发生冲突。他在审判开始时引述了《圣经》中的創世記和《巴特勒法案》。他还警告陪审团不要依照法律的合理性来做出决定，而应关注“违反《巴特勒法案》”这件事本身。陪审长自己不相信该法的合理性，但与陪审团的大部分人一样遵循了法官的指示。
审判的后期阶段，達羅在很大程度上已经放弃了公民自由联盟原始策略，并开始攻击对《圣经》的字面解释，以及布萊恩对其他宗教与科学的有限的了解。只有到审判的最后，達羅才回到原来的辩护，即《巴特勒法案》违宪。
布萊恩谴责向孩子教授“人类只是成千上万种哺乳动物之一”的观点，而辩方的馬龍的一次发言被公认为本次审判中最精彩的一次。他成功地引起了群众对“宗教裁判所”的恐惧，提出应将《圣经》保留在神学和道德层面上，而与科学无关。 他宣称，布萊恩的“决斗至死”观点不成立，因为“你无法与真理决斗”。当他完成演说时，全场爆发出热烈的掌声。
在审判的第六天，辩方用完了所有的证人。法官宣布，所有的《圣经》上的辩词是无效的，不应该被提交给陪审团。第七天，辩方提出了一个极为罕见的请求：要求法官让布萊恩出庭作证。達羅成功地利用了这一机会来诘问布萊恩，使他显示出了对《圣经》的无知以及“字面理解《圣经》内容”观点的荒谬之处，使得布萊恩颜面扫地。

### 判决
在诉讼第七天下午，布莱恩和達羅又对峙了两个小时，而且有持续到第二天早上的趋势，但是勞爾斯頓法官宣布達羅对布莱恩的审问与本案无关，而且不应该载入本案的记录。所以，在達羅的提问之后布莱恩失去了向辩护方审问的机会。在诉讼之后布莱恩向通过媒体向達羅问了九个问题，试图探明他对的宗教的态度。问题和達羅的回答被登在了诉讼结束那天的纽约时报上。报道表示，達羅用无神论者的信条面对这些问题，除了用他对自然的信仰将问题否定，就是回答「我不知道」。
在辩护方最后展示证据的请求被拒绝后，達羅请法官允许陪审团来做一个有罪的判决：「我们认为原告无罪。但是在斯科普斯讲授人类从低等生物演化的事之外，法庭不允许我方提供任何其它证词。因为我们没有反对斯科普斯讲授演化論的证据，我们无法争取到合理的结果。除非陪审团能给出一个判决，仅仅作为法律上的流程，让我们能上诉到更高等的法庭。在我们知道会有这个不可避免的判决结果，也可能是最好的结果的情况下，让法庭和原告的律师继续浪费时间不是一件公平的事」。
陪审团被带进来之后，達羅对他们发表演说，告诉他们说：「我们来这里给案件提供证据，但是法庭以法律的名义不接受这些证据，所以我们能做的只是采取例外的方式，将案件递送到更高的法庭看他们能不能接受我们的证据.........我们甚至都不能向你们解释为什么应该做出无罪判决。我们没看出，也不会向你们要求做出这样的判决」。
達羅代表被告方，没有做最后总结就结案了。依据田纳西州的法律，当被告方放弃结案陈词，原告方也被禁止做案件总结。
斯科普斯一直没有提供证词，因为从来没有事实的证据证明他在课上讲授了演化論。后来斯科普斯承认，他自己也不确定是否讲授了进化论（这也是原告方不想让他提供证词的原因），但这一点并没有在法庭遭受质疑。
最后，在6月21日陪审团只用了九分钟就做出了判决，斯科普斯被判为有罪，必须缴纳100美元的罚款（相当于2024年的$1,800）。勞爾斯頓没有给斯科普斯反驳的机会就判决了罚款，在尼尔向法官提出这个疏漏之后，原告第一次也是唯一一次在法庭上发言：「尊敬的法官，我认为我被判处违反了一个不公的法律。在未来我将一如既往地，用各种方式反对这个法律，任何其它行为都是对我学术自由——由宪法保证的讲授真理权利的侵犯。我认为判决的罚款是不公的」。

## 上诉田纳西州最高法院
上诉田纳西州最高法院的时候，他们認為
1. 提到禁止教授演化論是暧昧的，但是最高法院拒绝这个意见。演化論就说人類是经过几代才從下层阶级动物进化过来。这个是不可以承认的。
2. 还有，田纳西州最高法院认为应该按照田纳西州法律处理。然后，斯科普斯辩称田纳西州不应该过问他教的东西。按照宪法来说，人们有表达自由权。他是田纳西州职员同時也是一个美国的公民。所以，應該沒有人能过问他教的东西。他的自由，他的基本人权，学校不应该干预他在田纳西州教授演化論。這是依據美国的宪法。
3. 他们提到田纳西州法律《巴特勒法案》违宪。法律也教演化論说人是经过几代才进化过来下层阶级动物。拒绝《圣经》的内容。他们都不承认《圣经》上的科学谬误。最高法院从来没听《圣经》上的谬误。
4. 被告人的律师提到关于田纳西州宪法上的「法律不能偏好某个宗教或者崇拜」。还有这个宪法所有的宗教承认了是否进化论是某个宗教的自由。

田纳西州最高法院认为该法案并未违宪，但找了个技术理由推翻了原判：田纳西法官只能判50美元以下的罚款，该法案定的是100美元。

## 影响
舞台与电影：1955年杰罗姆·劳伦斯和罗伯特·埃德温·李主演的的话剧《风的传人》（Inherit the Wind）基本就是对斯科普斯审判的改编。该剧将达罗和布莱恩改名为亨利·德拉蒙德（Henry Drummond）和马修·布雷迪（Matthew Brady）。在它的前言中，该话剧声称不偏向任何一方，也不基于任何真实事件。该话剧被改编成了1960年由斯坦利·克雷默指导的电影，由史賓塞·屈賽和弗雷德里克·馬區饰演德拉蒙德和布雷迪。除此以外还有一些电视版本，分别由茂文·道格拉斯和埃德·贝格利在1965年，贾森·罗巴兹和柯克·道格拉斯在1988年以及傑克·萊蒙和喬治·坎貝爾·斯科特在1999年饰演。直到1957年斯科普斯审判才在《风的传人》被搬上百老汇后出现在大英百科全书中。直到60年代斯科普斯审判才在开始在美国高中和大学的历史教科书中被提及，且通常被当做是特创论者与现代人之间分歧的一个例子，并且与南方的“3K党”放在了同一章节中。
自1987年起，代顿市开始使用原始文件重现当时的审判，并且使用与当时审判是相同的法庭。每年这样的审判在代顿的斯科普斯审判节上重演。2007年，布莱恩学院，作为纪念布莱恩的一个机构，购买了出品版权并且制作并使用DVD发行了电影版本的《Inherit the Truth》以此来消除由《风的传人》所产生的对审判的误解。

## 公众反应

### 反进化论运动
审判升级了特创论者与科学家之间政治与法律的的分歧，以至于影响到了进化论在亚利桑那和加利福尼亚学校的教学程度。在代顿审判前只有南卡罗莱纳、俄克拉荷马和肯塔基三个州议会处理过反进化论的相关法律，或是教育紧急拨款议案的附加条款。在斯科普斯被判有罪后，全美国的特创论者开始为他们自己的州寻找建立类似的的反进化论法律。
到1927年时，南方和北方共有13个州开始考虑制定类似反进化论法律的法律形式。至少有41份议案和决议被州议会提上日程，其中一些州不断地在面对这些问题。几乎所有的议案和决议都被否决了，但是密西西比和阿肯色州在斯科普斯审判后将反进化论法律放在了书本上。
在西南边，反进化论斗士中包括部长R·S·比尔（R. S. Beal）和亚利桑那州的奥布里·L·穆尔（Aubrey L. Moore），以及来自加州特创论研究机构的成员。除了这两股势力的相似性，特创论运动代表着从公开宗教主义到秘密反对进化论——将他们称作是科学证据的的东西来支持《圣经》的字面翻译。特创论也与普遍的领导力、华丽的语气和地方性的焦点所不同。它缺少一名像布莱恩一样有名望的领导人，并且不利用宗教的比喻而是伪科学。同时它并非南方而是加州和密歇根的产物。

### 科学的教学工作
审判的直接影响在20世纪20年代后半段和30年代初的高中生物书上非常明显。在使用最广泛的教科书中，只有一本将进化论列在了检索中，并且在特创论组织的施压下该检索还与《圣经》的引用相违背。特创论者们的目标在30年代缓慢地从进化论上移开了。随着反进化论法律的衰竭，生物教科书中开始包含之前被移去的进化论。这也与逐渐增加的科学家而非教育家所编撰的教科书的需求相对应。
1958年国防教育法随着许多害怕美国教育系统将会落后于苏联的国会议员的鼓动而通过。该法同意由美国生物科学协会联合编撰教科书，该组织一直在强调进化论作为生物统一性定律的重要性。新的教育政权并没有被挑战。对此最激烈的反对发生在德克萨斯州的布道和媒体上。州教科书委员会对此进行抱怨。然而，除了国内支持，许多社会趋势使得公众讨论倾向于进化论。这些包含了不断改进的公共教育、合法的宗教和公共教育的先驱，以及南部不断城市化的兴趣。这使得在德州的反对势力不断减弱。1967年，《巴特勒法案》被田纳西州议会通过撤销。

## 外部連結
- BBC中文網北美來鴻 - 賓州“猿猴案”的思考 （页面存档备份，存于）